# 萨卡里姆·库代别尔季耶夫
萨卡里姆·库代别尔季耶夫（1858年7月11日—1931年10月2日），是哈萨克诗人、作家、翻译家、作曲家、历史学家。1931年死于斯大林的“大清洗”。